# Obligacja zabezpieczona aktywami
Obligacja zabezpieczona aktywami (ang. asset-backed security bond, ABS) – rodzaj papieru wartościowego, którego spłata jest gwarantowana przez konkretną pulę aktywów, takich jak kredyty, należności czy w szczególnych przypadkach zamrożone rezerwy państwowe. W odróżnieniu od tradycyjnych obligacji, które opierają się wyłącznie na wiarygodności emitenta, w przypadku ABS kluczowe znaczenie ma wartość i jakość aktywów zabezpieczających. Inwestorzy otrzymują regularne odsetki (kupon) oraz zwrot kapitału po wygaśnięciu obligacji, a w razie problemów ze spłatą aktywa służą jako zabezpieczenie.

## Struktura
Obligacje te powstają w procesie zwanym sekurytyzacją, gdzie emitent gromadzi aktywa w jedną pulę, a następnie emituje obligacje oparte na generowanych przez nie przepływach pieniężnych. Często tworzy się w tym celu specjalny fundusz powierniczy (ang. SPV), czyli odrębny podmiot prawny, który przejmuje aktywa i emituje obligacje, chroniąc inwestorów przed ryzykiem upadłości emitenta. Płatności są dzielone na tzw. transze – od najmniej ryzykownych (senior) po bardziej ryzykowne (junior).

## Historia
Obligacje zabezpieczone aktywami zyskały popularność w latach 80. XX wieku, szczególnie w USA. Znaczenie tego instrumentu wzrosło podczas kryzysu finansowego w 2008 roku, gdy obligacje zabezpieczone hipotekami (MBS), będące podtypem ABS, przyczyniły się do załamania rynku z powodu złej jakości kredytów hipotecznych. Po kryzysie wprowadzono surowsze regulacje, a ABS zaczęto stosować do szerszej gamy aktywów.

## Zastosowania
Najczęstsze przykłady obejmują:
- Obligacje zabezpieczone hipotekami (MBS) – oparte na kredytach mieszkaniowych.
- Obligacje zabezpieczone pożyczkami samochodowymi – finansowane spłatami kredytów na auta.

## Zalety i ryzyka
Obligacje ABS zwiększają płynność, zamieniając trudnodostępne aktywa w papiery wartościowe, co przyciąga inwestorów instytucjonalnych szukających stabilnych zysków. Jeśli aktywa są solidne lub wsparte gwarancjami (np. UE), mogą uzyskać wysoki rating kredytowy, np. AAA. Z drugiej strony istnieją ryzyka, takie jak spadek wartości aktywów, spory prawne (np. Rosja kwestionująca użycie swoich rezerw) czy niepewność geopolityczna.

## Znaczenie
ABS to przykład ewolucji rynków finansowych w kierunku innowacyjnych rozwiązań. W kontekście odbudowy po konfliktach czy kryzysach mogą pomóc w pozyskaniu dużych funduszy na ważne cele, minimalizując ryzyko dla emitenta dzięki zabezpieczeniu aktywami.